# Décès en juin 2009
Décès
- 2005
- 2006
- 2007
- 2008
- 2009
- 2010
- 2011
- 2012
- 2013

Pour une information complémentaire, voir la page d'aide.

## Juin 2009
| Date     | Nom                             | Activités | Âge  | Source |
| -------- | ------------------------------- | --- | ---- | ------ |
| 1er juin | Vincent O'Brien                 | Entraîneur irlandais de chevaux de course.                                                                             | 92   |        |
| 1er juin | Pierre-Louis d’Orléans-Bragance | Personnalité belgo-brésilienne. Membre de la famille impériale brésilienne.                                            | 26   |        |
| 2 juin   | Luis Cazorro                    | Joueur et entraîneur de football français d'origine espagnole.                                                         | 91   |        |
| 2 juin   | David Eddings                   | Écrivain américain. | 77   |        |
| 2 juin   | Tony Maggs                      | Pilote automobile sud-africain.                                                                                        | 72   |        |
| 2 juin   | Charlotte Mbango                | Chanteuse de makossa camerounaise.                                                                                     | 49   |        |
| 2 juin   | Moloko Temo                     | Femme sud-africaine qui a prétendu être la personne la plus vieille dans le monde.                                     | 134? |        |
| 3 juin   | David Carradine                 | Acteur, réalisateur, scénariste et compositeur américain.                                                              | 72   |        |
| 3 juin   | Peter J. Landin                 | Informaticien britannique.                                                                                             | 79   |        |
| 3 juin   | Benoît Marleau                  | Comédien canadien. | 72   |        |
| 3 juin   | Koko Taylor                     | Chanteuse américaine de blues.                                                                                         | 73   |        |
| 4 juin   | Robert Colescott                | Peintre américain. | 83   |        |
| 4 juin   | Henri-Jacques Huet              | Acteur français. | 79   |        |
| 4 juin   | Randy Smith                     | Joueur de basket-ball américain.                                                                                       | 60   |        |
| 5 juin   | Bernard Barker                  | Personnalité américaine. Un des cinq « plombiers » du Watergate.                                                       | 91   |        |
| 5 juin   | Richard Jacobs                  | Homme d'affaires américain. Propriétaire des Indians de Cleveland en Ligue majeure de baseball de 1986 à 2000.         | 83   |        |
| 5 juin   | Haydn Tanner                    | Joueur de rugby à XV gallois.                                                                                          | 92   |        |
| 6 juin   | Jean Dausset                    | Immunologue français. Prix Nobel de médecine en 1980.                                                                  | 92   |        |
| 7 juin   | Hugh Hopper                     | Musicien britannique. Bassiste de Soft Machine de 1969 à 1973.                                                         | 64   |        |
| 7 juin   | ʻAlipate Tupou (Baron Vaea)     | Homme politique tongien. Premier ministre de 1991 à 2000.                                                              | 88   |        |
| 8 juin   | François Ascher                 | Urbaniste et sociologue français.                                                                                      | 63   |        |
| 8 juin   | Omar Bongo                      | Homme politique gabonais. Président du Gabon depuis 1967.                                                              | 73   |        |
| 8 juin   | Sheila Finestone                | Femme politique et analyste politique canadienne.                                                                      | 82   |        |
| 8 juin   | Nathan Marsters                 | Joueur de hockey sur glace canadien.                                                                                   | 29   |        |
| 9 juin   | Karl Michael Vogler             | Acteur allemand. | 80   |        |
| 10 juin  | Richard Quick                   | Entraîneur américain de natation sportive.                                                                             | 66   |        |
| 11 juin  | Frank James Low                 | Physicien américain.                                                                                                   | 75   |        |
| 12 juin  | György Ekrem-Kemál              | Personnalité politique hongroise.                                                                                      | 63   | (hu)   |
| 12 juin  | Félix Malloum                   | Militaire et homme politique tchadien. Président du Tchad de 1975 à 1979.                                              | 76   |        |
| 13 juin  | Mitsuharu Misawa                | Fondateur et lutteur à la Pro Wrestling NOAH de 2000 à 2009.                                                           | 46   |        |
| 13 juin  | Pierre Paulin                   | Designer français. | 81   |        |
| 14 juin  | Joseph Klifa                    | Homme politique français. Député du Haut-Rhin de 1986 à 1988 puis de 1993 à 1997et maire de Mulhouse de 1981 à 1989.   | 77   |        |
| 14 juin  | Yves-Marie Maurin               | Acteur français. | 65   |        |
| 14 juin  | Hal Woodeshick                  | Joueur de baseball américain.                                                                                          | 76   |        |
| 15 juin  | Allan King                      | Réalisateur, producteur et scénariste canadien.                                                                        | 79   |        |
| 16 juin  | Peter Arundell                  | Pilote automobile britannique.                                                                                         | 75   |        |
| 16 juin  | Charlie Mariano                 | Saxophoniste de jazz américain.                                                                                        | 85   |        |
| 17 juin  | Ralf Gustav Dahrendorf          | Sociologue et homme politique germano-britannique.                                                                     | 80   |        |
| 18 juin  | Hortensia Bussi                 | Personnalité chilienne. Veuve de Salvador Allende et première dame du Chili de 1970 à 1973.                            | 94   |        |
| 18 juin  | Victor Cosson                   | Coureur cycliste français                                                                                              | 93   |        |
| 18 juin  | Ali Akbar Khan                  | Musicien indien. | 87   |        |
| 18 juin  | Iz the Wiz                      | Graffiti-artiste américain.                                                                                            | 50   |        |
| 19 juin  | Giovanni Arrighi                | Économiste italien. | 71   |        |
| 19 juin  | Xavier Arsène-Henry             | Architecte français.                                                                                                   | 89   |        |
| 19 juin  | Alberto Andrade Carmona         | Homme politique péruvien. Maire de Lima de 1996 à 2002.                                                                | 65   |        |
| 19 juin  | Ron Crocombe                    | Universitaire des îles Cook.                                                                                           | 79   |        |
| 19 juin  | Vicente Ferrer                  | Philanthrope espagnol.                                                                                                 | 90   |        |
| 19 juin  | Tomoji Tanabe                   | Supercentenaire japonais. Homme le plus âgé du monde à la date de son décès.                                           | 113  |        |
| 20 juin  | Joseph Ibáñez                   | Footballeur français.                                                                                                  | 82   |        |
| 20 juin  | Godfrey Rampling                | Athlète britannique. Champion olympique du 4x400 mètres aux Jeux olympiques d'été de 1936.                             | 100  |        |
| 21 juin  | Paulette Merval                 | Chanteuse d'opérette française.                                                                                        | 88   |        |
| 21 juin  | Henri Yrissou                   | Homme politique français.                                                                                              | 100  |        |
| 22 juin  | François Giuliani               | Journaliste et diplomate français. Porte-parole de l'ONU de 1976 à 1992.                                               | 70   |        |
| 22 juin  | Karel Van Miert                 | Homme politique belge. Ancien commissaire européen, ancien eurodéputé et ancien président du Parti socialiste flamand. | 67   |        |
| 23 juin  | Adriano Durante                 | Coureur cycliste italien.                                                                                              | 68   |        |
| 23 juin  | Ed McMahon                      | Acteur, producteur et scénariste américain.                                                                            | 86   |        |
| 23 juin  | Matthieu Matondo Mateya         | Musicien et comédien congolais.                                                                                        | 53   |        |
| 24 juin  | Robert Lafont                   | Linguiste et poète français.                                                                                           | 86   |        |
| 24 juin  | Roméo LeBlanc                   | Homme politique canadien.                                                                                              | 81   |        |
| 25 juin  | Mary Baird                      | Infirmière nord-irlandaise.                                                                                            | 102  |        |
| 25 juin  | Farrah Fawcett                  | Actrice américaine. Elle incarnait Jill Monroe dans Drôles de dames.                                                   | 62   |        |
| 25 juin  | Michael Jackson                 | Auteur-compositeur-interprète, danseur-chorégraphe américain.                                                          | 50   |        |
| 25 juin  | Sky Saxon                       | Musicien américain. Chanteur du groupe psychédélique The Seeds.                                                        | 63   |        |
| 25 juin  | Zinaida Stahurskaia             | Coureuse cycliste biélorusse.                                                                                          | 38   |        |
| 25 juin  | Yasmine                         | Chanteuse et animatrice belge.                                                                                         | 37   |        |
| 26 juin  | Amnon Kapeliouk                 | Journaliste et écrivain franco-israélien.                                                                              | 78   |        |
| 27 juin  | Frank Barlow                    | Historien anglais. | 98   |        |
| 27 juin  | Gale Storm                      | Actrice américaine. | 87   |        |
| 28 juin  | Billy Mays                      | Animateur américain de télé-achat.                                                                                     | 50   |        |
| 28 juin  | Jean Tirilly                    | Peintre français. | 63   |        |
| 28 juin  | Fred Travalena                  | Acteur américain. | 66   |        |
| 29 juin  | Dave Batters                    | Homme politique canadien. Député du comté de Palliser de 2004 à 2008 pour le Parti conservateur du Canada.             | 39   |        |
| 29 juin  | Pauline Picard                  | Femme politique canadienne. Membre fondatrice du Bloc québécois et député du comté de Drummond de 1993 à 2008.         | 62   |        |
| 29 juin  | Jean-Paul Roux                  | Historien français. | 84   |        |
| 29 juin  | Jan Rubes                       | Acteur, musicien, producteur et réalisateur canadien.                                                                  | 89   |        |
| 30 juin  | Pina Bausch                     | Chorégraphe allemande.                                                                                                 | 68   |        |
| 30 juin  | Jacques Fauteux                 | Animateur de télévision canadien.                                                                                      | 76   |        |
| 30 juin  | Harve Presnell                  | Acteur américain. | 75   |        |
| 30 juin  | Shi Pei Pu                      | Artiste lyrique chinois appréhendé pour espionnage en 1986.                                                            | 70   |        |